# Weitra
Weitra osztrák város Alsó-Ausztria Gmündi járásában. 2018 januárjában 2693 lakosa volt.

## Elhelyezkedése

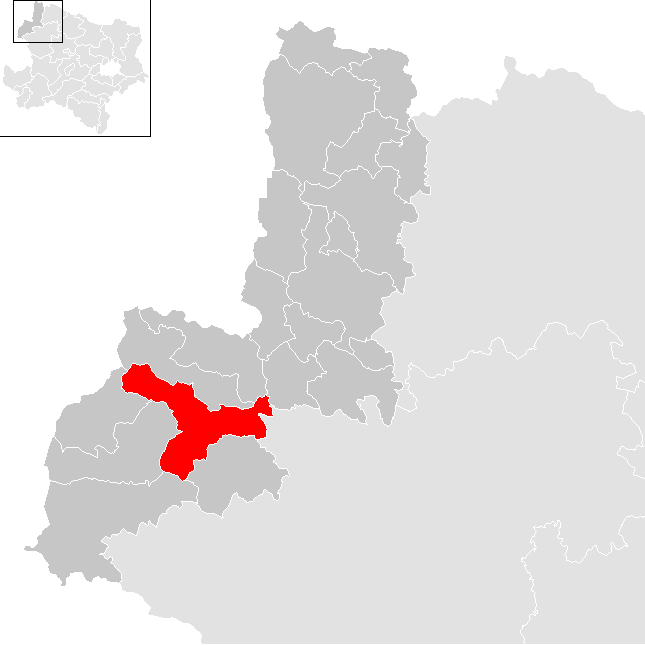
Weitra a Gmündi járásban

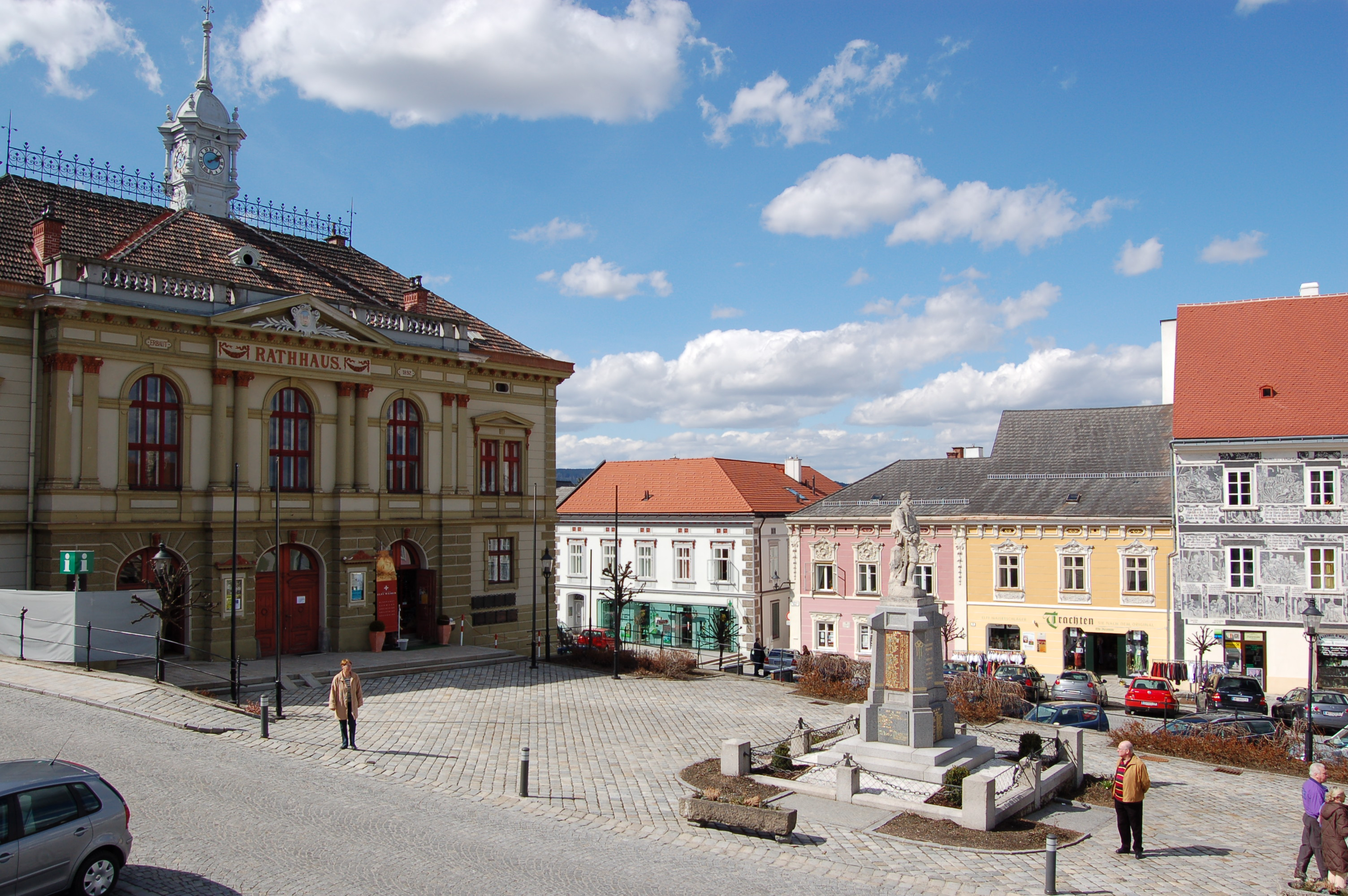
A városháza és a főtér

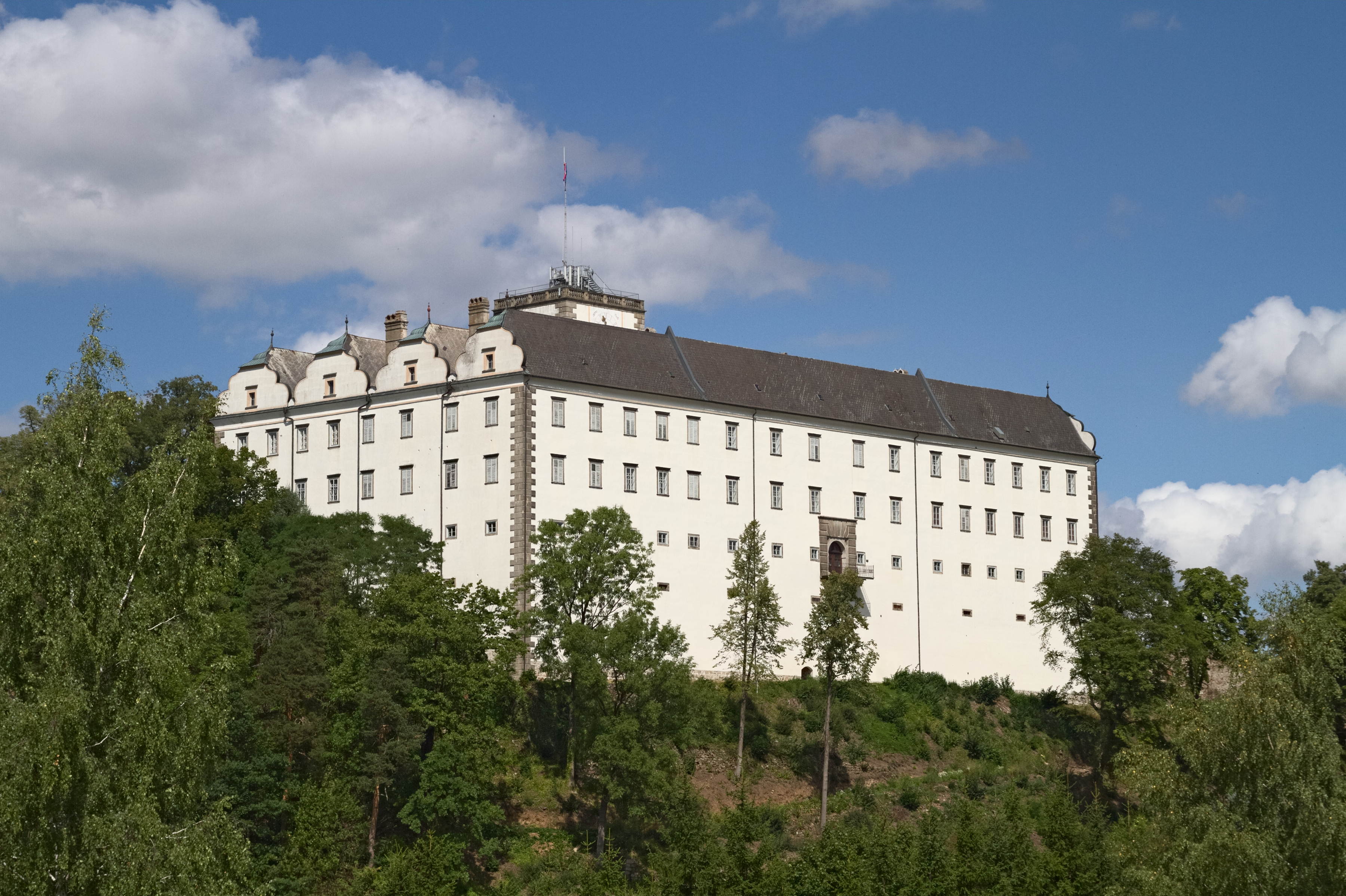
A weitrai kastély

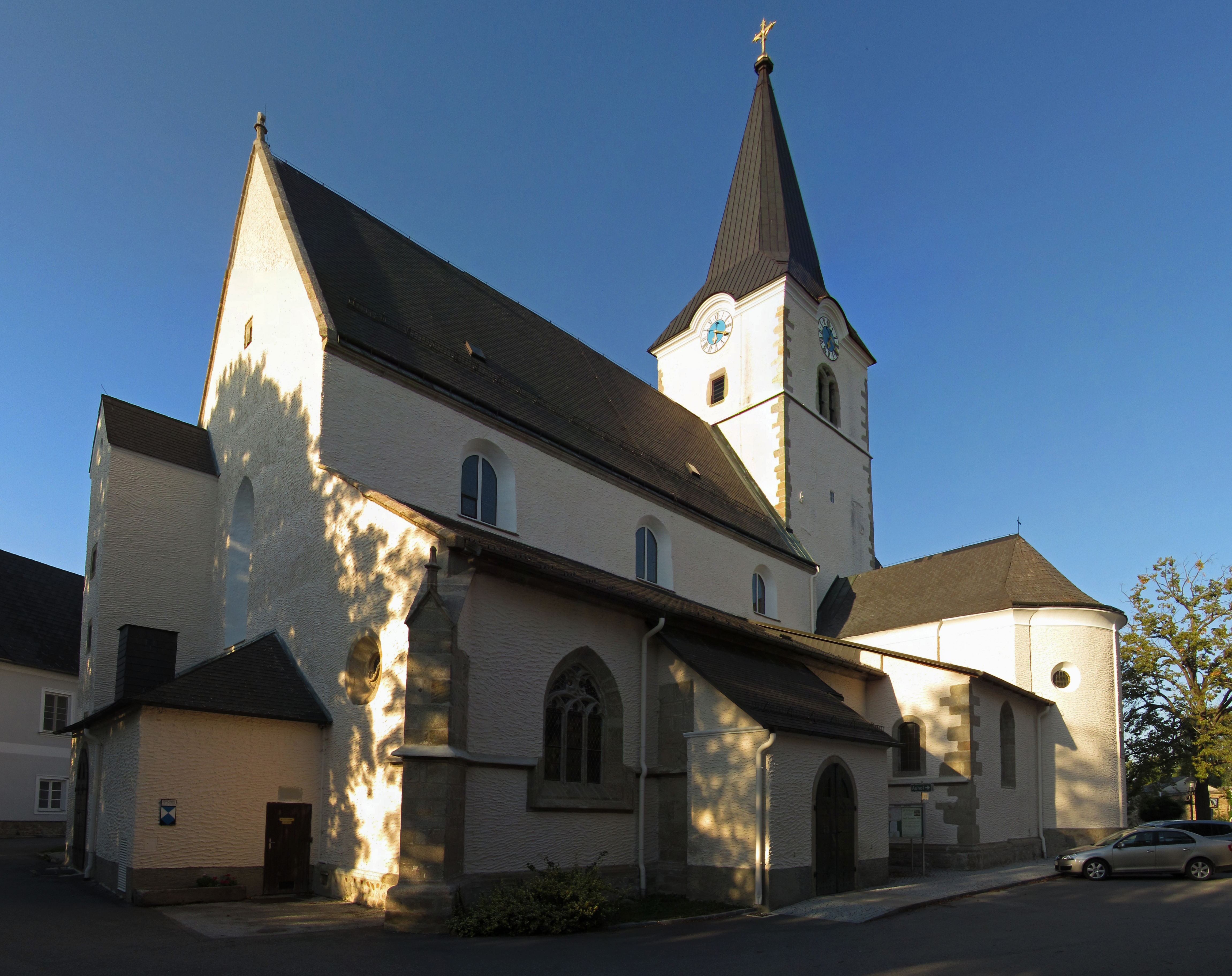
A Szt. Péter és Pál-plébániatemplom

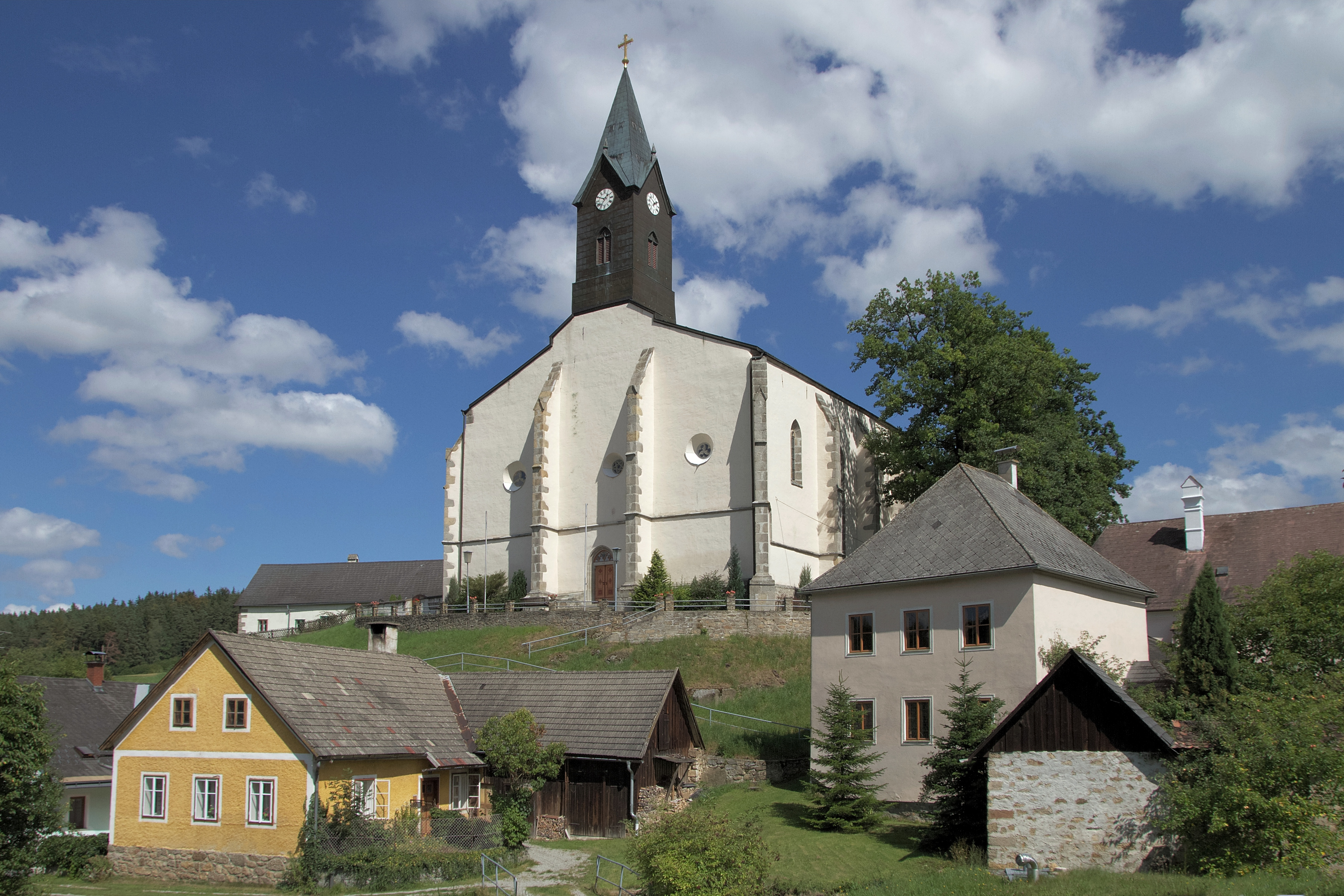
A Szt. Wolfgang-plébániatemplom

Weitra Alsó-Ausztria Erdőnegyedének (Waldviertel) északi részén fekszik a Lainsitz folyó mentén, a cseh határ közelében. Legnagyobb állóvizei a mesterséges Haussachenteich és a Grünbachteich. Területének 42,2%-a erdő. Az önkormányzat 12 települést egyesít: Großwolfgers (190 lakos 2018-ban), Oberbrühl (48), Oberwindhag (59), Reinprechts (177), St. Wolfgang (113), Spital (201), Sulz (62), Tiefenbach (53), Unterbrühl (18), Walterschlag (74), Weitra (1599) és Wetzles (99). A kataszteri közösségek Brühl, Großwolfgers, Oberwindhag, Reinprechts, Spital, St. Wolfgang, Sulz, Walterschlag, Weitra és Wetzles.
A környező önkormányzatok: délkeletre Großschönau, délre Bad Großpertholz, délnyugatra Sankt Martin, nyugatra Moorbad Harbach, északra Unserfrau-Altweitra, északkeletre Großdietmanns, keletre Schweiggers és Waldenstein.

## Története
Weitra eredetileg cseh fennhatóság alá tartozott. A várat és a települést II. Hadmar Kuenring alapította 1201-ben, a valamivel korábbi Altweitra mellett és nevét feltehetően a szláv Vitorad személynévről kapta. A városjogokat feltehetően már alapításakor megkapta, bár lakóinak többsége földművelő volt.
Mivel a Kuenringek II. Ottokár cseh király támogatói voltak, annak halála után a Habsburgok igényt formáltak Weitrára és 1296-ra meg is szerezték. Szép Frigyes sörfőzési és fogadótartási privilégiumot adományozott a városnak.
1581-ben II. Rudolf főkamarásának, Wolf Rumpf vom Wielroßnak adományozta a várost. 1583-ban Pietro Ferrabosco itáliai építész irányításával felépült a monumentális reneszánsz kastély. A főkamarás halála után Weitra a Fürstenbergekre szállt, akik egészen 1848-ig voltak a város hűbérurai és a kastély utána is az ő tulajdonukban maradt.
Weitra egy része 1651-ben és 1672-ben is leégett.
A weitrai sörfőzdék már a 14. században is ismertek voltak, virágkörükban 22 működött a városban. Később - akárcsak másutt a Waldviertel régiójában - a textilipar is jelentőséget nyert.
A cseh-osztrák határon fekvő kisváros az első világháború után, Csehszlovákia függetlenné válásával elvesztette gazdasági hátországának jelentős részét. A második világháború után, a vasfüggöny leereszkedésével a gazdasági kapcsolatok teljesen megszűntek, így Weitra határzónába tartozó, közlekedési infrastruktúrával nem túl jól ellátott városka maradt, amely nem kedvezett gazdasága növekedésének. 1959-ben az osztrák hadsereg laktanyát létesített itt.
1967-ben Brühl és Wetzles; 1971-ben pedig Großwolfgers, Reinprechts, Spital és St. Wolfgang községeket hozzácsatolták a városhoz.

## Lakosság
A weitrai önkormányzat területén 2018 januárjában 2693 fő élt. A lakosságszám 1869 óta (akkor 4092 fő) többé-kevésbé csökkenő tendenciát mutat. 2015-ben a helybeliek 97,9%-a volt osztrák állampolgár; a külföldiek közül 0,8% a régi (2004 előtti), 0,7% az új EU-tagállamokból érkezett. 2001-ben a lakosok 96,1%-a római katolikusnak, 1,3% evangélikusnak, 1,8% pedig felekezeten kívülinek vallotta magát. Ugyanekkor egy magyar élt a városban.

## Látnivalók
- a középkori városfal és annak főkapuja
- a Szt. Péter és Pál-plébániatemplom
- St. Wolfgang bei Weitra Szt. Wolfgang-plébániatemploma
- a főtér régi (és némyel esetben sgraffitóval díszített) házaival, valamint a Szentháromság-oszloppal
- a weitrai kastély, benne a múzeummal és várszínházzal
- a textilmúzeum

## Fordítás
- Ez a szócikk részben vagy egészben  a   Weitra című német Wikipédia-szócikk ezen változatának fordításán alapul.  Az eredeti cikk szerkesztőit annak laptörténete sorolja fel. Ez a jelzés csupán a megfogalmazás eredetét és a szerzői jogokat jelzi, nem szolgál a cikkben szereplő információk forrásmegjelöléseként.